# Peter Mráz
Pour les articles homonymes, voir Mraz.
Peter Mráz, né le 26 août 1975, est un footballeur slovaque. Il joue au poste de milieu de terrain

## Carrière
- 1993-1996 : FK Inter Bratislava  Slovaquie
- 1996-1997 :  FC Tirol Innsbruck  Autriche
- 1997-2000 : Admira  Autriche
- 2000-2001 : Viktoria Plzeň  Tchéquie
- 2001-2002 : ZTS Dubnica  Slovaquie
- 2002-2006 : FK Inter Bratislava  Slovaquie

## Palmarès
- 1 Coupe de Slovaquie de football : 1995